# II. Ferenc leszboszi uralkodó
II. Ferenc leszboszi uralkodó (1365. k. – Mitilíni, 1403. v. 1404. október 26.) Leszbosz szigetének második szuverén uralkodója 1384-től haláláig, a Gattilusi-dinasztia tagja. Eredetileg Jakab (Giacomo) néven született.

## Élete
Szülei I. Ferenc és Palailogosz Mária bizánci hercegnő, nagybátyja V. János bizánci császár. Szülei és két testvére Andronikosz és Dominik az 1384. augusztus 6-i földrengésben tragikus módon elhunytak. Ő azért élte túl a földrengést, mert nem a mitilíni várban aludt, ahol testvérei is, hanem a vár melletti szőlőben. Demetriosz Kidonész segítségével Gattilusik megőrizhették hatalmukat Leszbosz felett. Minthogy Jakab ekkor még kiskorú volt, 1387-ig nagybátyja, Miklós enoszi uralkodó, apja társuralkodója régensként kormányzott a szigeten.
Miután Jakab nagykorúvá vált és II. Ferenc néven lett a sziget ura, Miklós visszatért Kis-Ázsiába, Enosz élére. 1387-ben Kidonész ajánlására rokona Palaologosz Manuél (a későbbi II. Manuél) nála keresett menedéket I. Andronikosz elől. Ferenc viszont nem sokáig nyújtott neki segítséget, feltehetően kíséretét nem tudta volna befogadni a mitilíni központ, vagy pedig attól tartott, hogy Manuél befogadásával kivívja I. Murád oszmán szultán haragját.
1388 novemberében szövetségre lépett a Johannita Lovagrenddel, a Genovai Köztársasággal (pontosabban annak Khiosz és Galata területein levő gyarmatával) és I. Jakab ciprusi királlyal Murád ellen. I. Bajazid szultán serege ostroma alá vette a genovaiak kezén levő Pera városát. Pera védői Ferenc segítségét kérték és sikerült kivédeniük a török támadást. 1396-ban Ferenc rengeteg keresztény foglyot (köztük igen sok magyart) szabadított ki, akik a nikápolyi csatában estek török fogságba.
Mind apja, mind az ő uralmát elismerte több európai ország Leszbosz felett, bár ő sem tett lépést arra, hogy Leszbosz hivatalosan is független országgá emelkedjék (a mai történelmi atlaszok is többnyire genovai területként tüntetik fel Leszboszt). 1403-ban Ruy González de Clavijo, III. (Szenvedő) Henrik kasztíliai király követe szintén látogatást tett Leszboszon, ahol találkozhatott VII. János bizánci császárral, aki egy üzletkötés végett érkezett Leszboszra.
Ferenc feleségének neve nem ismert. Egyetlen lehetséges nyom felesége kilétét illetően Konsztantin Kosztenész bolgár krónikástól származik. Ferenc Ilona nevű lánya Lazarevics István szerb fejedelem felesége lett, akinek anyjáról Kosztenész úgy ír, mint aki II. Manuél unokahúga lett volna, következésképp Ferenc egyik rokonát vette feleségül.
Halálát állítólag skorpiócsípés okozta. Az állat szobájának fapadlójában bújt meg, majd mikor Ferenc lába alatt a padlózat beomlott, akkor érte a halálos szúrás.

## Gyermekei
II. Ferencnek hat törvényes gyermeke ismert, három lány és három fiú. Ezek közül kettő leszboszi, egy pedig enoszi uralkodó volt.
- Jakab (Leszbosz ura 1403-tól 1428-ig)
- Teodór (Leszbosz ura 1428-tól 1455-ig)
- Palamédész (Enosz ura 1409-től 1455-ig)
- Irén, VII. János felesége lett és édesanyja volt V. Andronikosz bizánci császárnak
- Ilona, 1405-ben Lazarevics István felesége lett
- Katalin, Pietro Grimaldi bueili báró felesége lett, aki rokona volt a monacói Grimaldiknak

George T. Dennis történész szerint volt egy házasságon kívüli gyermeke is, akit Giorgiónak hívtak és aki később Ferenc burgundi herceghez került.